# Slasher (gênero)
Slasher é um subgênero de filmes de terror quase sempre envolvendo assassinos psicopatas que matam aleatoriamente. Normalmente são feitos com baixo orçamento, daí são constantemente nomeados como "terror b". O nome slasher foi criado pois o princípio básico do filme é um assassino em série com uma máscara ou fantasia que vai coletando vítimas e mais vítimas ao longo do filme, até ser revelada sua identidade misteriosa pelo protagonista que, após fugir o filme inteiro, acaba matando o vilão.
Embora o termo seja, por vezes utilizado coloquialmente como um termo genérico para qualquer filme de terror envolvendo assassinatos, analistas do gênero citam um conjunto estabelecido de características que, alegadamente, definem esses filmes além de outros subgêneros de horror, tais como filmes splatter e filmes de terror psicológico. Muitos filmes se destacaram ao longo dos anos desde que o gênero se submeteu. Tendo como precursor O Massacre da Serra Elétrica (1974), de Tobe Hooper e posteriormente Halloween - A Noite do Terror (1978), de John Carpenter, trazendo consigo todo o potencial dos filmes, seus clichês e inserindo-os na cultura popular global.